# Anike Agbaje-Williams
Anike Agbaje-Williams, née Kuforiji le 23 octobre 1936 à Abeokuta (État d'Ogun, colonie et protectorat du Nigeria) et morte le 26 février 2025 à Ibadan (État d'Oyo, Nigeria), est une animatrice de télévision nigériane, et aussi la première femme africaine à travailler à la télévision.

## Biographie

### Enfance et formations
Anike Agbaje-Williams est née le 23 octobre 1936 à Abéokuta (État d'Ogun) dans la colonie et protectorat du Nigeria. Elle commence son cursus scolaire à Lagos où elle fréquente la CMS Girls School. En 1950, lorsque cette école est transférée à Ibadan dans l’État d’Oyo, et rebaptisée St Anne 's School, elle déménage avec l'école et termine ses études dans la ville,.

### Carrière
En 1955, après avoir terminé ses études secondaires, Anike Agbaje-Williams est embauchée par la Nigerian Broadcasting Corporation dans le quartier Ikoyi à Lagos, où elle commence sa carrière en tant que lectrice de nouvelles. Elle remplace d'abord un collègue qui ne se présentait pas au travail. Impressionnés par sa voix et son professionnalisme, les responsables de la chaîne lui demandent alors de rejoindre le département des programmes en tant que présentatrice,.
Lorsqu'une station de télévision est créée à Ibadan en 1959, elle postule et passe un entretien à la suite duquel elle obtient un emploi dans la station. Anike Agbaje-Williams fait partie du personnel pionnier de la WNTV, la première station de télévision du Nigeria et est la première femme à y travailler. Elle devient productrice et directrice des programmes de la chaîne de télévision, avant de prendre sa retraite en 1986,,.